# Vakomyš dlouhoocasá
Vakomyš dlouhoocasá (Planigale ingrami) je australský vačnatec z čeledi kunovcovití (Dasyuridae) a rodu Planigale. Druh popsal Oldfield Thomas roku 1906 jako Phascogale ingrami.

## Výskyt
Domovinou vakomyši dlouhoocasé jsou vnitrozemské oblasti severovýchodní Západní Austrálie, Severního teritoria, Queenslandu a severovýchodní Jižní Austrálie. Žije na sezónně zaplavovaných pastvinách a v savanových lesích. Mezinárodní svaz ochrany přírody (IUCN) považuje tento druh za „mimořádně hojný“ a navzdory určitému tlaku ze strany pastevectví a predace zavlečenými kočkami zůstávají populace vakomyší celkově stabilní. Na základě IUCN proto vakomyš dlouhoocasá spadá mezi málo dotčené druhy.

## Popis
Vakomyš dlouhoocasá je s délkou těla 55 až 65 mm nejmenším žijícím vačnatcem na světě, přičemž tělesná hmotnost dosahuje pouhých 4,2 až 4,3 gramů. Tento druh se vyznačuje velmi plochou hlavou, špičatou tlamou a tenkým lysým ocasem, jenž svou délkou přesahuje délku těla. Zadní končetiny bývají o něco delší než končetiny přední. Osrstění se pohybuje v šedohnědě nažloutlých odstínech, s o něco světlejšími spodními partiemi. V rámci tělesných rozměrů i zbarvení se neobjevuje pohlavní dimorfismus.

## Chování
Navzdory své velikosti je vakomyš dlouhoocasá zuřivým lovcem; loví hmyz, ještěrky, a dokonce i mláďata jiných savců, přičemž pomocí vytrvalého kousání dovede přemoci i kořist několikanásobně převyšující její vlastní délku. Potravu vakomyši shánějí prakticky nepřetržitě, byť v noci mohou upadat do několikahodinového stavu torporu, aby tak šetřily energií. V regionu, kde se tento druh vyskytuje, probíhá zhruba během dubna až listopadu osmiměsíční období sucha, během něhož se ve vysušené půdě vytvářejí hluboké trhliny. Vakomyši v těchto trhlinách jednak hledají potravu, jednak jim samotným mohou posloužit jako úkryt – extrémně plochá hlava může představovat adaptaci pro pohyb v tomto nezvyklém terénu. Rozmnožování je většinou načasováno do období dešťů. Samice rodí 4 až 8 potomků, prvních 6 týdnů kojených v matčině vaku. V jižní části areálu výskytu mohou vrhy čítat až 12 mláďat.